# Inde de l'Est
« Inde orientale » redirige ici. Ne pas confondre avec Indes orientales.
 (signalé en mai 2025).
Si vous disposez d'ouvrages ou d'articles de référence ou si vous connaissez des sites web de qualité traitant du thème abordé ici, merci de compléter l'article en donnant les références utiles à sa vérifiabilité et en les liant à la section « Notes et références ».
- Archive Wikiwix
- Bing
- Cairn
- DuckDuckGo
- E. Universalis
- Gallica
- Google
- G. Books
- G. News
- G. Scholar
- Persée
- Qwant
- (zh) Baidu
- (ru) Yandex
- (wd) trouver des œuvres sur Wikidata

Inde de l'Est.

L'Inde de l'Est (ou Inde orientale) est une région qui englobe les États Indiens du Bihar, du Jharkhand, du Bengale-Occidental, de Odisha ainsi que du territoire des îles Andaman-et-Nicobar.
Les États plus à l'est sont inclus dans la région d'Inde du Nord-Est.